# Juan Pablo Vigón
Juan Pablo Vigón Cham (ur. 20 lipca 1991 w Guadalajarze) – meksykański piłkarz występujący na pozycji środkowego pomocnika, od 2021 roku zawodnik Tigres UANL.

## Kariera klubowa
Vigón pochodzi z Guadalajary i jest wychowankiem akademii juniorskiej tamtejszego zespołu Club Atlas. Do pierwszej drużyny został włączony w wieku dwudziestu jeden lat przez szkoleniowca Juana Carlosa Cháveza i w Liga MX zadebiutował 21 lipca 2012 w zremisowanym 1:1 spotkaniu z Pumas UNAM. W jesiennym sezonie Apertura 2013 dotarł z Atlasem do finału krajowego pucharu – Copa MX, jednak pełnił niemal wyłącznie rolę rezerwowego, wobec czego po upływie pół roku udał się na wypożyczenie do drugoligowej ekipy Atlético San Luis z miasta San Luis Potosí. Tam jako kluczowy zawodnik spędził rok, podczas wiosennych rozgrywek Clausura 2015 docierając do finału Ascenso MX. W styczniu 2016 został wypożyczony po raz kolejny, tym razem do drużyny Chiapas FC z siedzibą w Tuxtla Gutiérrez.
| Sezon     | Klub              | Kraj   | Rozgrywki  | Mecze | Bramki |
| --------- | ----------------- | ------ | ---------- | ----- | ------ |
| 2012/2013 | Club Atlas        | Meksyk | Liga MX    | 11    | 0      |
| 2013/2014 | Club Atlas        | Meksyk | Liga MX    | 13    | 0      |
| 2014/2015 | Atlético San Luis | Meksyk | Ascenso MX | 30    | 6      |
| 2015/2016 | Club Atlas        | Meksyk | Liga MX    | 3     | 0      |
| 2015/2016 | Chiapas FC        | Meksyk | Liga MX    |       |        |